# Diamant azuvert
Erythrura tricolor
Espèce
Statut de conservation UICN

 LC  : Préoccupation mineure
Le Diamant azuvert ou Pape de Forbes (Erythrura tricolor) est une petite espèce de passereaux se trouvant au Timor appartenant à la famille des Estrildidae.

## Description
Il mesure 10 cm. Le mâle a la tête, le menton, la gorge et la poitrine bleu cobalt. Le crâne possède un reflet vert et il a la nuque bleu-vert. Le ventre est bleu. Le dos et les ailes sont verts. La queue et le croupion sont rouges. La femelle est plus terne que le mâle. Le bec est noir.

## Habitat
Il vit au Timor au bord des forêts d'eucalyptus et dans les buissons de bambous qui se transforment en terrain herbeux jusqu'à une hauteur de 1500 mètres. Il se nourrit uniquement de graines.
Il vit en couple ou en famille. Il niche très haut dans les arbres.

## Référence
- Dupuyoo M. (2002),  Diamants, Papes et Capucins. Estrildés de l'Indo-Pacifique, Jardin d'Oiseaux Tropicaux, La Londe les Maures, 240 p.
- (en) Congrès ornithologique international : Erythrura tricolor dans l'ordre Passeriformes (consulté le 19 mai 2015)
- (en) Zoonomen Nomenclature Resource (Alan P. Peterson) : Erythrura tricolor